# San Marino Academy U22
San Marino Academy U22 – sanmaryński klub piłkarski mający swoją siedzibę w mieście San Marino. Występuje w Campionato Sammarinese – jedynej klasie rozgrywkowej w San Marino.

## Historia
Klub San Marino Academy U22 został założony 2 czerwca 2023. Miał on na celu wspomagać rozwój młodych sanmaryńskich piłkarzy. Przystąpili do rozgrywek Campionato Sammarinese, w których w debiutanckim sezonie zajęli 14. miejsce.

## Występy ligowe
| Sezon   | Liga                   | Pozycja | Punkty | Bramki |
| ------- | ---------------------- | ------- | ------ | ------ |
| 2023/24 | Campionato Sammarinese | 14      | 22     | 32:74  |
| 2024/25 | Campionato Sammarinese | –       | –      | –      |

Źródło:RSSSF

## Skład
Stan na 9 listopada 2024
| Nr | Poz. | Piłkarz              |
| -- | ---- | -------------------- |
| 1  | BR   | Michele Magnani      |
| 2  | PO   | Nicola D'Addario     |
| 3  | OB   | Federico Ciacci      |
| 4  | OB   | Alessandro Giambalvo |
| 5  | OB   | Matteo Luvisi        |
| 6  | OB   | Mattia Sancisi       |
| 7  | NA   | Matteo Tumidei       |
| 8  | PO   | Pietro Renzi         |
| 9  | NA   | Nicolas Giacopetti   |
| 10 | NA   | Simone Santi         |
| 11 | OB   | Alberto Riccardi     |
| 12 | BR   | Fabio Borasco        |
| 14 | OB   | Simone Riccardi      |

| Nr | Poz. | Piłkarz            |
| -- | ---- | ------------------ |
| 16 | NA   | Marco Gasperoni    |
| 18 | PO   | Alex Caddy         |
| 19 | OB   | Luca Fortunati     |
| 20 | PO   | Nicolo Sancisi     |
| 21 | PO   | Giacomo Molinari   |
| 24 | PO   | Gianluca Baldani   |
| 30 | OB   | Mattia Ciacci      |
| 31 | OB   | Simone Gasperoni   |
| 77 | PO   | Marco Casadei      |
| 81 | BR   | Giacomo Rossi      |
| 88 | PO   | Tommy Cervellini   |
| 99 | BR   | Alessandro Casadei |